# ジョージ・バークリー
ジョージ・バークリー（George Berkeley、1685年3月12日 - 1753年1月14日）は、アイルランドの哲学者、聖職者である。主著は『人知原理論』。バークレー、バークリとも。

## 生涯
- 1685年3月12日 - キルケニーに生まれる。父ウィリアムは軍人。
- 1696年 - キルケニー大学入学。
- 1707年 - ダブリンのトリニティ・カレッジで修士号取得。フェローとして大学に残る。
- 1709年 - 『視覚新論』刊行。
- 1710年 - 『人知原理論』刊行。
- 1713年 - 『ハイラスとフィロナスの対話』刊行。
- 1721年 - トリニティ・カレッジで神学博士号取得。
- 1728-32年 - 結婚直後、アメリカ新大陸に神学校を作るべくロードアイランドのミドルタウンに移住するが資金が充分集まらず帰国。
- 1734年 - アイルランド国教会の主教に叙任される。
- 1753年1月14日 - 逝去。

## 思想

### 哲学
「存在することは知覚されることである」（羅: Esse percipi est、英: To be is to be perceived ）という基本原則を提唱したとされている。
バークリーは、ジョン・ロックの経験論を承継し、知覚によって得られる観念の結合・一致・不一致・背反の知覚が知識であり、全ての観念と知識は人間が経験を通じて形成するものだとした。バークリーの著書『ハイラスとフィロナスとの三つの対話』は、素朴実在論的な考え方をするハイラスにバークリーの代弁者であるフィロナスが反論する対話篇の形をとっている。素朴実在論によれば、わたしが知覚するものは存在する。わたしの心とわたしの体も存在する。わたしが知覚している目の前の机も世界も存在している。しかし、バークリーによれば、世界は観念であり、たとえば私が目の前の机を叩いてその硬さを認識したとしても、「机の固さ」としてではなく、「知覚として」認識しているわけであり、「机自体」を認識していることにはならない。このような彼の考え方は、主観的観念論、独我論と批判された。このような批判を受けた彼は『視覚新論』をまず発表して人々をある程度彼の考えに慣らし、続いて彼が本当に言いたかった『人知原理論』を発表するという手順をとった。わたしの心は一つであり、分割することはできず、これ以上延長することもできず、形もない。ゆえに私の心は不滅であり、これは実体である。わたしの目の前の机もわたしの身体も世界すらもわたしが知覚する限りにおいて「わたしの心の中に存在する」のであって、事物は観念の束である。彼は物質を否定し、感覚的な観念の原因は神であるとして、知覚する精神と神のみを実体と認めた。彼は聖職者であり、宗教的見地から魂の不滅と神の存在を結びつける必要があった。また、彼は物質を実体であると認めることは唯物論的無神論に結びつくと考えたのである。
バークリーは抽象観念の存在を否定する。抽象観念とは、具体的な観念、例えば目の前の机やパソコンから抽出された机一般の観念やパソコン一般の観念である。このような抽象観念の起源はプラトンにまで遡るが、その存在を肯定する立場（イデア論など）と否定する立場（唯名論など）とに分かれる。

### 数学
またニュートンの流率法（微積分学）を厳密な数学ではないとしてしりぞけた。分数 {\displaystyle ds/dt} はつまるところ無意味な式 {\displaystyle 0/0} であり、計算の途中では {\displaystyle dt} は {\displaystyle 0} ではないとしながら、最後に {\displaystyle dt} が {\displaystyle 0} に等しいと置くのは間違った推論であると述べた。

## 影響
カリフォルニア大学バークレー校の所在地、カリフォルニア州バークレー市はジョージ・バークリーにちなんだものである。

## 著作
- Philosophical Commentaries (1707–08)（『哲学的評注』）（バークリの研究ノート）
『哲学』10号（哲学書房、1990）に抄訳あり（一ノ瀬正樹訳）
- An Essay towards a New Theory of Vision (1709)
下條信輔・植村恒一郎・一ノ瀬正樹訳『視覚新論』（勁草書房、1990）
- A Treatise Concerning Principles of Human Knowledge (1710)
大槻春彦訳『人知原理論』（岩波文庫、1958）
宮武昭訳『人知原理論』（ちくま学芸文庫、2018）
- Three Dialogues between Hylas and Philonous (1713)
名越悦・名越諭訳『ハイラスとフィロナスとの三つの対話』（薩摩書館）
戸田剛文訳『ハイラスとフィロナスの三つの対話』（岩波文庫、2008）
- De Motu（英：On Motion）(1721)（『運動論』）
- Alciphron: or the Minute Philosopher (1732)（『アルシフロン　あるいは小粒な哲学者』）
- The Theory of Vision or Visual Language ... Vindicated and Explained (1733)
『視覚論弁明』、上述『視覚新論』所収
- The Analyst (1734)（『アナリスト』）
- The Querist (1735–37)
川村大膳・肥前栄一訳『問いただす人』（東京大学出版会）
- Siris (1744)（『サイリス』）